# Parupeneus chrysopleuron
 Parupeneus chrysopleuron és una espècie de peix de la família dels múl·lids i de l'ordre dels perciformes.

## Morfologia
Els mascles poden assolir els 55 cm de longitud total.

## Distribució geogràfica
Es troba al Japó, al sud-est de Taiwan i des del Mar d'Arafura fins a Austràlia Occidental.